# Союз ТМА-20М
«Союз ТМА-20М» — стартовавший 19 марта 2016 года российский космический корабль, доставивший на международную космическую станцию трёх участников экспедиции МКС-47/48. Это 127-й пилотируемый полёт корабля «Союз», первый полёт которого состоялся в 1967 году.
Это последний корабль серии «Союз ТМА-М», на корабле был установлен последний комплект системы «Курс-А». Последующие экспедиции полетят на кораблях новой модификации «Союз МС».

## Экипаж
| Космонавт        | Должность        | # полёта        | Корпорация      |                 |                 |                 |
| Основной экипаж  | Основной экипаж  | Основной экипаж | Основной экипаж | Основной экипаж | Основной экипаж | Основной экипаж |
| ---------------- | ---------------- | --------------- | --------------- | --------------- | --------------- | --------------- |
| Алексей Овчинин  | Командир экипажа | 1               | Роскосмос       |                 |                 |                 |
| Олег Скрипочка   | Бортинженер-1    | 2               | Роскосмос       |                 |                 |                 |
| Джеффри Уильямс  | Бортинженер-2    | 4               | НАСА            |                 |                 |                 |
| Дублёры          |                  |                 |                 |                 |                 |                 |
| Сергей Рыжиков   | Командир экипажа | 1               | Роскосмос       |                 |                 |                 |
| Андрей Борисенко | Бортинженер-1    | 2               | Роскосмос       |                 |                 |                 |
| Роберт Кимбро    | Бортинженер-2    | 2               | НАСА            |                 |                 |                 |

## Полёт
19 марта 2016 года в 0:26 мск корабль стартовал с космодрома Байконур. Сближение с МКС осуществлялось по «короткой» шестичасовой схеме. Стыковка произошла в 6:10 мск в автоматическом режиме. Экипаж отработал в составе долговременных экспедиций МКС-47 и МКС-48 172 суток. Расстыковка с МКС произведена 7 сентября в 00.51 мск. Приземление спускаемого аппарата «Союз ТМА-20М» с экипажем произошло 7 сентября в 04.14 мск, юго-восточнее города Жезказган Республики Казахстан.

## Галерея

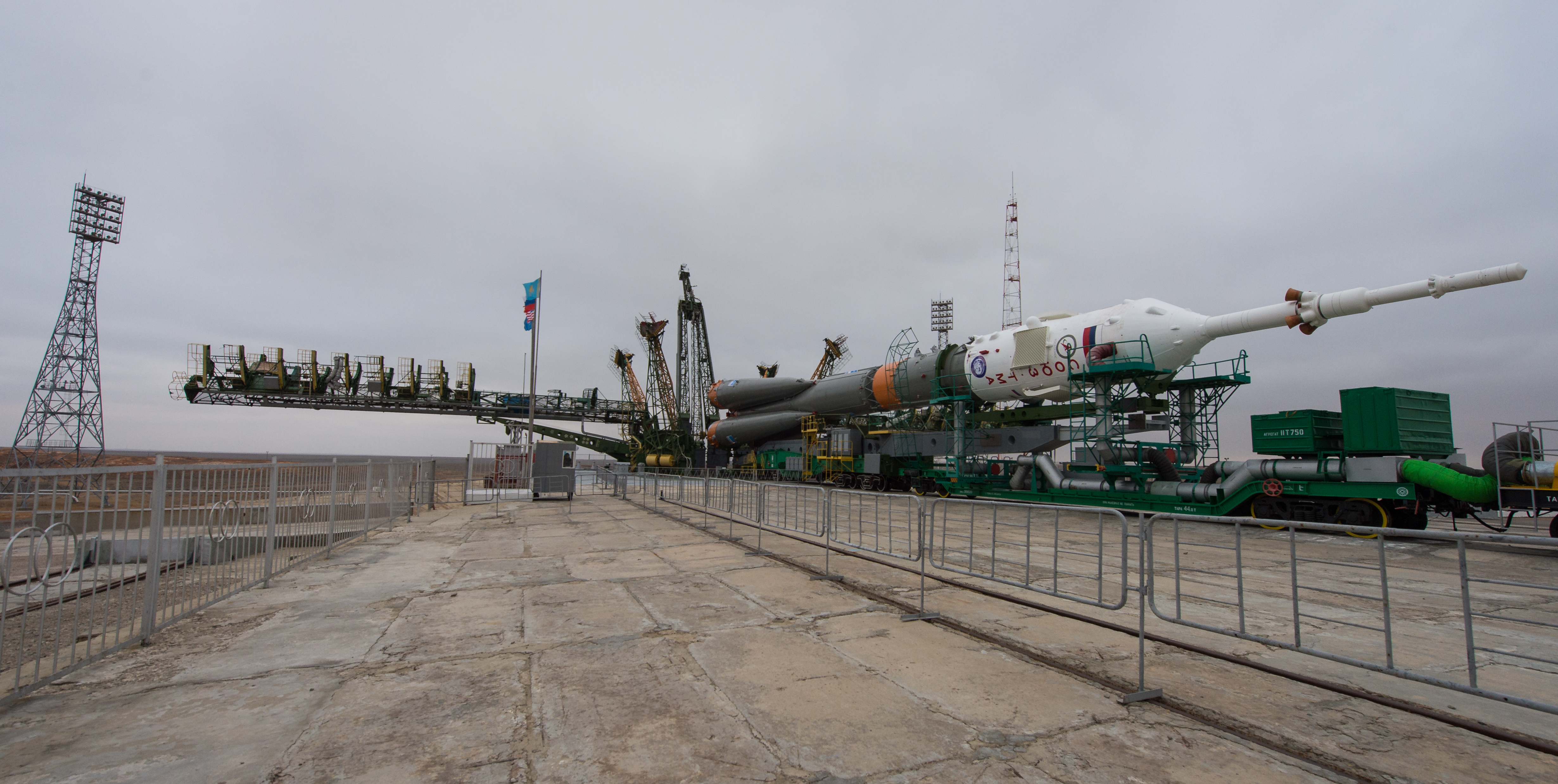
Установка ракеты-носителя на стартовый стол 16 марта 2016 года
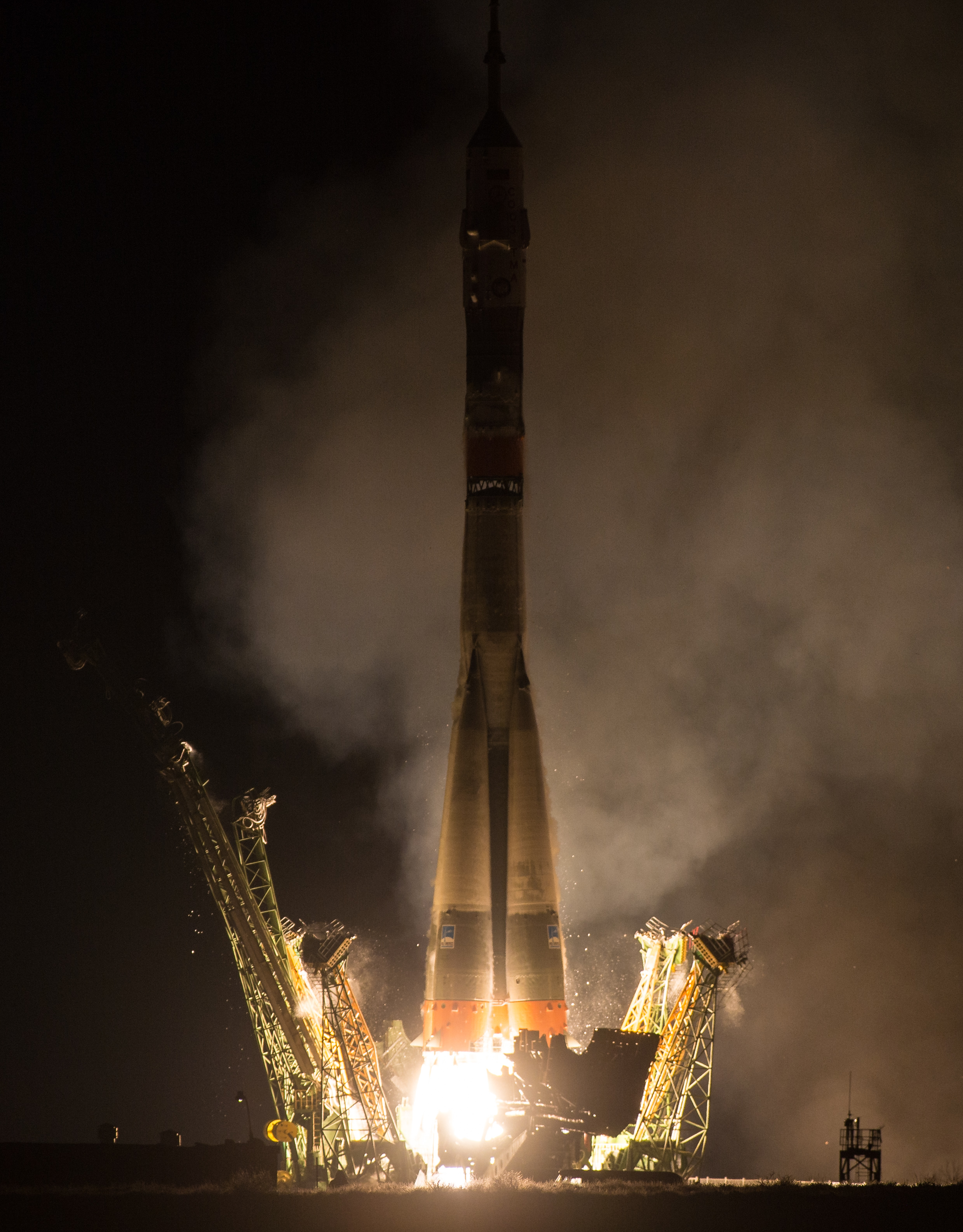
Запуск корабля TMA-20M с Байконура 19 марта 2016 года
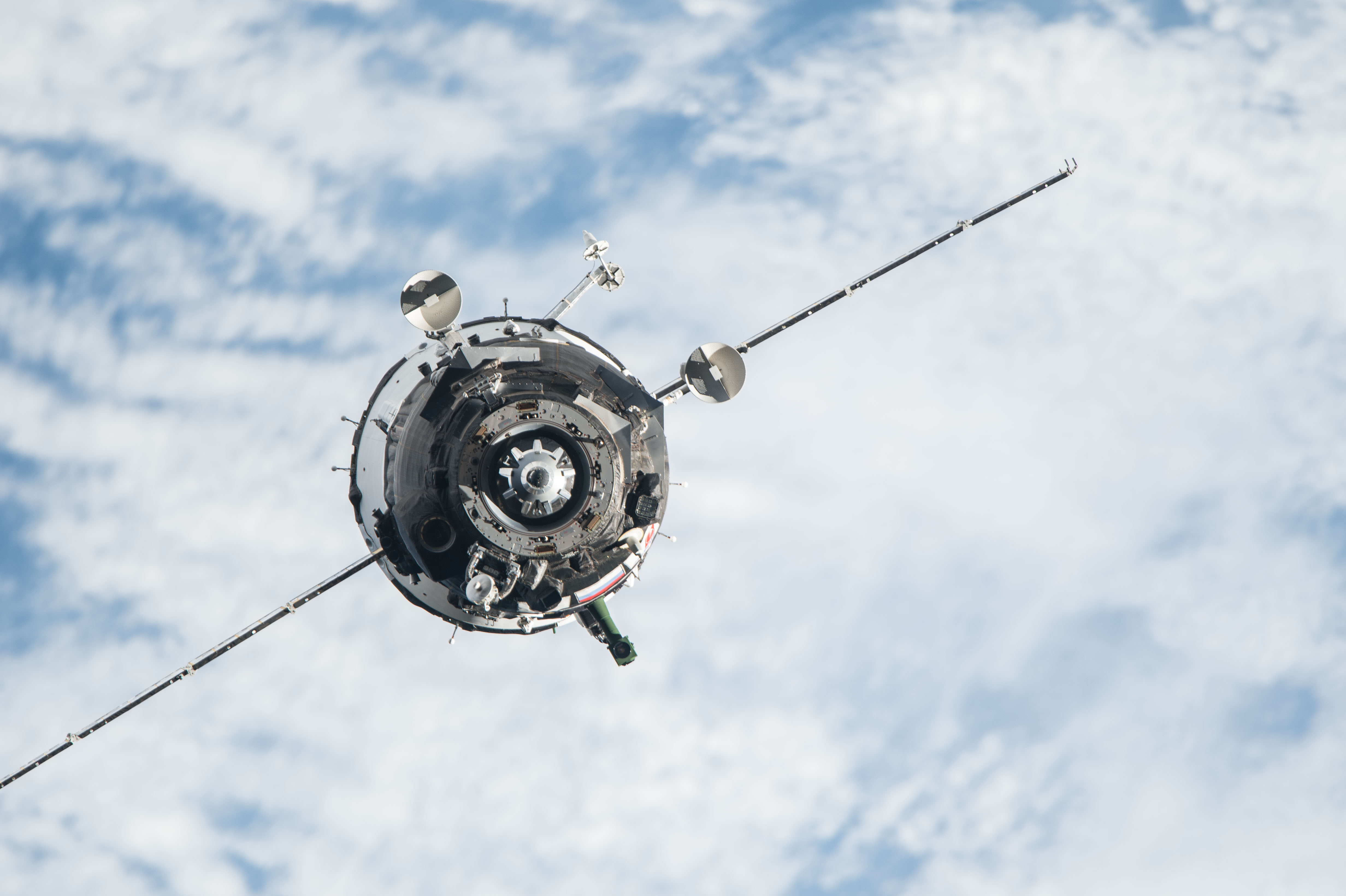
«Союз ТМА-20М» перед стыковкой с МКС